# Auri sacra fames
Auri sacra fames — Злата проклятая жажда. Латинская крылатая фраза, впервые встречающаяся в поэме Вергилия «Энеида».

## Источник
«Энеида», III, 49–57. В тексте говорится о судьбе злосчастного царевича Полидора, которого его отец Приам послал с сокровищами Трои к фракийскому правителю Полиместору. Однако тот, узнав, что Троя разрушена, убил Полидора и овладел всем золотом:
Hunc Polydorum auri quondam cum pondere magno 

infelix Priamus furtim mandarat alendum 

Threicio regi, cum iam diffideret armis 

Dardaniae cingique urbem obsidione videret. 

ille, ut opes fractae Teucrum et Fortuna recessit, 

res Agamemnonias victriciaque arma secutus 

fas omne abrumpit; Polydorum obtruncat et auro 

vi potitur. quid non mortalia pectora cogis, 

 auri sacra fames!
Некогда сей Полидор, с великим количеством злата, 

Втайне, Приамом бедным к царю был Фракии послан 

На воспитанье, когда разуверился он уже в силах 

Дарданов и окруженным осадою город свой видел. 

Тот же, когда сокрушилась мощь Тевкров и убыло счастье, 

За Агамемнона делом пошел, и, победным оружьем 

Всякое право презрев, Полидора убил он и злато 

Добыл насильем. К чему не склоняешь ты смертные души, 

 К злату проклятая страсть! 
(перевод Валерия Брюсова и Сергея Соловьёва)

## Первое цитирование
Впервые эта фраза была процитована уже Сенекой в форме Quod non mortalia pectora coges, auri sacra fames.

## Примеры употребления
- Мопассан сам хорошо знает, что «Gil Blas» подлая газета… Но что прикажете делать? Auri sacra fames … а в его случае просто fames. Очень уж хорошо платит «Gil Blas». И. С. Тургенев — М. М. Стасюлевичу, 12.XII. 1882 (ПСС, г. 13, с. 111).

- Три часа прений по делу мл промышленников Зотова и Рышкина, тому самому, по которому попал в беду Паткуль и которому косвенно прикосновенны Огарёв и Адлерберг. Никогда по государственному вопросу не обнаруживается столь живого и всеобщего участии: auri sacra fames: П. А. Валуев, Дневник (М., 1961, т. 1, с. 165).
- Немецкий социолог Макс Вебер цитирует эту фразу в книге "Протестантская этика и дух капитализма".